# Warabe Uta
Warabe uta (童歌) são músicas japonesas tradicionais, similares a cantiga de rodas. Usualmente, elas são cantadas como jogos infantis tradicionais. Warabe uta é descrita como uma forma de min'yo: Músicas que geralmente não necessitam do auxílio de instrumentos.
As letras centenárias são muitas vezes incompreensíveis para os japoneses modernos (especialmente para as crianças que as cantam), e outras podem ser bastante sinistras quando analisadas de perto. Como muitas canções infantis ao redor do mundo, as pessoas estão acostumadas com elas desde tenra idade, que muitas vezes se esquecem dos verdadeiros significados.

## Exemplos

### Torianse (Tōryanse)
"Tōryanse" é frequentemente tocado como uma melodia eletrônica nas faixas de pedestres no Japão para sinalizar quando é seguro atravessar.
| Japonês: 通りゃんせ 通りゃんせ ここはどこの 細通じゃ 天神さまの 細道じゃ ちっと通して 下しゃんせ 御用のないもの 通しゃせぬ この子の七つの お祝いに お札を納めに まいります 行きはよいよい 帰りはこわい こわいながらも 通りゃんせ 通りゃんせ | Romaji: Tōryanse, tōryanse Koko wa doko no hosomichi ja? Tenjin-sama no hosomichi ja Chitto tōshite kudashanse Goyō no nai mono tōshasenu Kono ko no nanatsu no oiwai ni O-fuda wo osame ni mairimasu Iki wa yoi yoi, kaeri wa kowai Kowai nagara mo Tōryanse, tōryanse | Tradução: Deixe-me passar, Deixe-me passar O que é esse caminho estreito aqui? É o caminho estreito do santuário Tenjin Por favor, permita-me passar Aqueles sem uma boa razão não passarão Para comemorar o 7º aniversário desta criança Vim dedicar minha oferenda Entrar vai ser fácil, tudo bem, mas voltar será assustador É assustador, mas Deixe-me passar, deixe-me passar |

(Quando a mortalidade infantil era elevada, as pessoas tradicionalmente celebravam quando uma criança sobrevivia até aos 7 anos de idade. Veja Shichigosan)
Esta warabe-uta em particular é cantada como parte de um jogo tradicional idêntico a " London Bridge Is Falling Down ". Duas crianças de frente uma para a outra dão as mãos para formar uma 'barreira' em arco, e as crianças restantes caminham por baixo em uma fila (e voltam novamente em círculos). A criança que estiver sob o arco quando a música termina é então 'pega'.
A música é tocada nas faixas de pedestres japonesas por analogia com este jogo, ou seja, é seguro atravessar até a música parar.

### Teru-teru-bozu
Um teru teru bōzu é um bonequinho tradicional feito à mão que supostamente traz luz do sol. "Teru" é um verbo japonês que descreve a luz do sol, e um "bōzu" é um monge budista. As crianças fazem teru-teru-bōzu com papel de seda e um barbante e penduram-no na janela para desejar tempo ensolarado. Há um famoso warabe uta que trata dos pequenos bonecos fantasmagóricos que as pessoas podem ver pendurados em dias de chuva.
| Japonês: てるてるぼうず、てるぼうず 明日天気にしてをくれ いつかの夢の空のよに 晴れたら金の鈴あげよ てるてるぼうず、てるぼうず 明日天気にしてをくれ 私の願いを聞いたなら 甘いお酒をたんと飲ましょ てるてるぼうず、てるぼうず 明日天気にしてをくれ それでも曇って泣いてたら そなたの首をちょんと切るぞ | Romaji: Teru-teru-bōzu, teru bōzu Ashita tenki ni shite o-kure Itsuka no yume no sora no yo ni Haretara kin no suzu ageyo Teru-teru-bōzu, teru bōzu Ashita tenki ni shite o-kure Watashi no negai wo kiita nara Amai o-sake wo tanto nomasho Teru-teru-bōzu, teru bōzu Ashita tenki ni shite o-kure Sore de mo kumotte naitetara Sonata no kubi wo chon to kiru zo | Tradução: Teru-teru-bozu, teru bozu Faça de amanhã um dia ensolarado Como o céu em um sonho em algum momento Se estiver sol eu te darei um sino de ouro Teru-teru-bozu, teru bozu Faça de amanhã um dia ensolarado Se você realizar meu desejo Beberemos muito saquê doce Teru-teru-bozu, teru bozu Faça de amanhã um dia ensolarado mas se estiver nublado e eu encontrar você chorando (ou seja, está chovendo) Então vou cortar sua cabeça |

A letra é supostamente sobre a história de um monge que prometeu aos agricultores parar a chuva e trazer tempo claro durante um período prolongado de chuva que estava arruinando as colheitas. Quando o monge não conseguiu trazer a luz do sol, ele foi executado.

### Yuki
Yuki (雪) é uma música cantada pelas crianças japonesas que querem brincar fora de casa quando está nevando. 'Yuki' Significa 'Neve' em Japonês. A música também é popularmente conhecida como 雪やこんこ (Yuki ya konko) A neve cai densamente.
| Japanese: 雪やこんこ 霰やこんこ 降っては降っては ずんずん積る 山も野原も 綿帽子かぶり 枯木残らず 花が咲く 雪やこんこ 霰やこんこ 降っても降っても まだ降りやまぬ 犬は喜び 庭駈けまわり 猫は火燵で 丸くなる | Romaji: yuki ya konko, arare ya konko futtemo futtemo zunzun tsumoru yama mo nohara mo wataboshi kaburi kareki nokorazu hana ga saku yuki ya konko, arare ya konko futtemo, futtemo, mada furiyamanu inu wa yorokobi, niwa kakemawari neko wa kotatsu de marukunaru | Tradução: A neve cai densamente, o granizo cai densamente! Está caindo e caindo, coletando cada vez mais. As montanhas e os campos também usam seus chapéus de algodão e em cada árvore florescem flores. A neve cai densamente, o granizo cai densamente! Continua caindo e caindo, nunca parando. O cachorro está feliz, correndo pelo jardim o gato está enrolado sob o kotatsu. |

Um kotatsu é uma mesa baixa e aquecida. Na primeira estrofe, as flores que desabrocham no inverno provavelmente se referem à neve que se acumula nos galhos vazios. A tradução literal da linha é algo como "Não sobram árvores murchas, flores desabrocham".